# Кромская (Орловская область)
Кромская — деревня в Покровском районе Орловской области.
Входит в состав Топковского сельского поселения.

## География
Расположена на правом берегу реки Дегтярка, юго-восточнее деревни Ефремово, с которой соединена просёлочной дорогой. На востоке граничит с деревней Никольское.
В деревне имеется одна улица: Садовая.

## Население
| 2010 |
| ---- |
| 8    |